# Lusse
Pour les articles homonymes, voir Lusse (homonymie).
Lusse  est une commune française située dans le département des Vosges, en région Grand Est.
Ses habitants sont appelés les Lussois .

## Géographie

### Localisation
Lusse se situe à 14 km à l'est de Saint-Dié-des-Vosges, sur un petit affluent (le Bleu) de la Fave alimenté par neuf ruisseaux. La commune s'adosse au massif vosgien et culmine à la Chaume de Lusse (974 m). 
Elle est limitrophe du département du Haut-Rhin mais le relief escarpé n'offre aucun col routier vers l'Alsace. 
- C'est une des 201 communes du parc naturel régional des Ballons des Vosges, réparties sur quatre départements : les Vosges, le Haut-Rhin, le Territoire de Belfort et la Haute-Saône[1]. Elle disposait par ailleurs d'un Centre Permanent d'Initiative à l'Environnement de la Moyenne Montagne Vosgienne du parc naturel régional des Ballons des Vosges.

### Géologie et relief
Lusse est bâtie sur le penchant d'une colline au sommet de laquelle se trouve l'église où l'on monte par un escalier en pierre. Cependant, le tunnel Maurice-Lemaire désenclave le secteur en direction de Sainte-Marie-aux-Mines. Deux chemins largement empruntés par les habitants de Lusse conduisent à Sainte-Marie-aux-Mines. L'un aboutit sur la place du marché et l'autre rejoint la colline de la croix de mission à sainte Marie-aux-Mines. 
Entre les deux villages, on remarque sur le bord du chemin à distance l'une de l'autre, quatre petites chapelles en ruines, et sur le sommet en arrivant à Sainte-Marie-aux-Mines, la grande croix que les habitants de Sainte-Marie-aux-Mines appellent la Croix de Mission. Cette colline servait autrefois de calvaire où l'on se rendait encore au XIXe siècle en procession, bannières déployées, le jour du vendredi saint. Le curé de la Medeleine à Sainte-Marie-aux-Mines, accompagné de tout le clergé et d'un grand nombre de paroissiens faisaient une halte devant les quatre chapelles. En entrant dans la forêt, on trouve un magnifique groupe de rochers de l'aspect le plus pittoresque, qui est nommé la Pierre de Lusse. Mais cette roche cristalline imposante constituée de plusieurs blocs, située sur la commune de Sainte-Marie aux Mines, n'est guère accessible aujourd'hui car plus aucuns bons chemins ou sentiers y mènent.

### Sismicité
Commune située dans une zone 3 de sismicité modérée.

### Communes limitrophes
| Provenchères-et-Colroy | Provenchères-et-Colroy | Lubine                           |
| Le Beulay Frapelle     | Lusse                  | Sainte-Croix-aux-Mines Haut-Rhin |
| Lesseux Combrimont     | Wisembach              | Sainte-Croix-aux-Mines Haut-Rhin |

### Lieux-dits et écarts
Lors du recensement de 1911 les lieux habités, par ordre de population étaient :
- le Centre
- la Pariée
- Herbaupaire
- les Trois Maisons
- les Merlusses (Hautes et Basses)
- la Couanche
- l'Ordon
- la Bouille
- les Chapis
- les Mines
- le Faing des Sarrazins
- Sachecombe
- Raingoutte
- les Unes
- la Chaige
- les Chênesus
- la Quérelle
- Ménabois
- Belle Vue
- Bauchimont
- Hédepeau
- la Boudière
- Rové
- Raingoutelle
- la Devant
- Harpeau
- les Aouchis
- le Haut Pré
- Grosses Genêtes
- la Poutelle
- la Goutte des Champs
- Grange Bar
- le Préon
- lLes Près Jallés
- Froid Rein
- le Renclos
- Bonne Eau
- Champs Gare
- Peuprès
- Launa
- Belreux Courbavies
- les Envers
- Grands Champs
- Ménifouchot
- l'Apsemont
- Delles
- la Goutte Berger

En raison de la réduction notable de la population (voir plus loin), plusieurs fermes isolées disséminées sur le territoire de la commune sont maintenant abandonnées et ont pour la plupart disparu.

### Hydrographie et les eaux souterraines
Hydrogéologie et climatologie : Système d’information pour la gestion des eaux souterraines du bassin Rhin-Meuse :
Territoire communal : Occupation du sol (Corinne Land Cover); Cours d'eau (BD Carthage),
Géologie : Carte géologique; Coupes géologiques et techniques,
 Hydrogéologie : Masses d'eau souterraine; BD Lisa; Cartes piézométriques.
La commune est située dans le bassin versant du Rhin au sein du bassin Rhin-Meuse. Elle est drainée par le ruisseau le Bleu, le ruisseau de la Pariee et le ruisseau des Sarrazins,.
Le Bleu reçoit dans l'agglomération du Centre de Lusse en rive droite un petit affluent dénommé « le ruisseau des Mines ». Plusieurs autres petits ruisseaux viennent alimenter le Bleu. Le ruisseau des Minières passe dans le quartier des Minières où affleurent plusieurs filons métallifères. Les eaux sont chargées en sels métalliques qui polluent « naturellement » ce cours d'eau. Autrefois, les habitants de Lusse connaissaient cette particularité et savaient que la vie animale est très peu présente à ce niveau, ni poissons, ni écrevisses, ni sangsues à trouver ici.

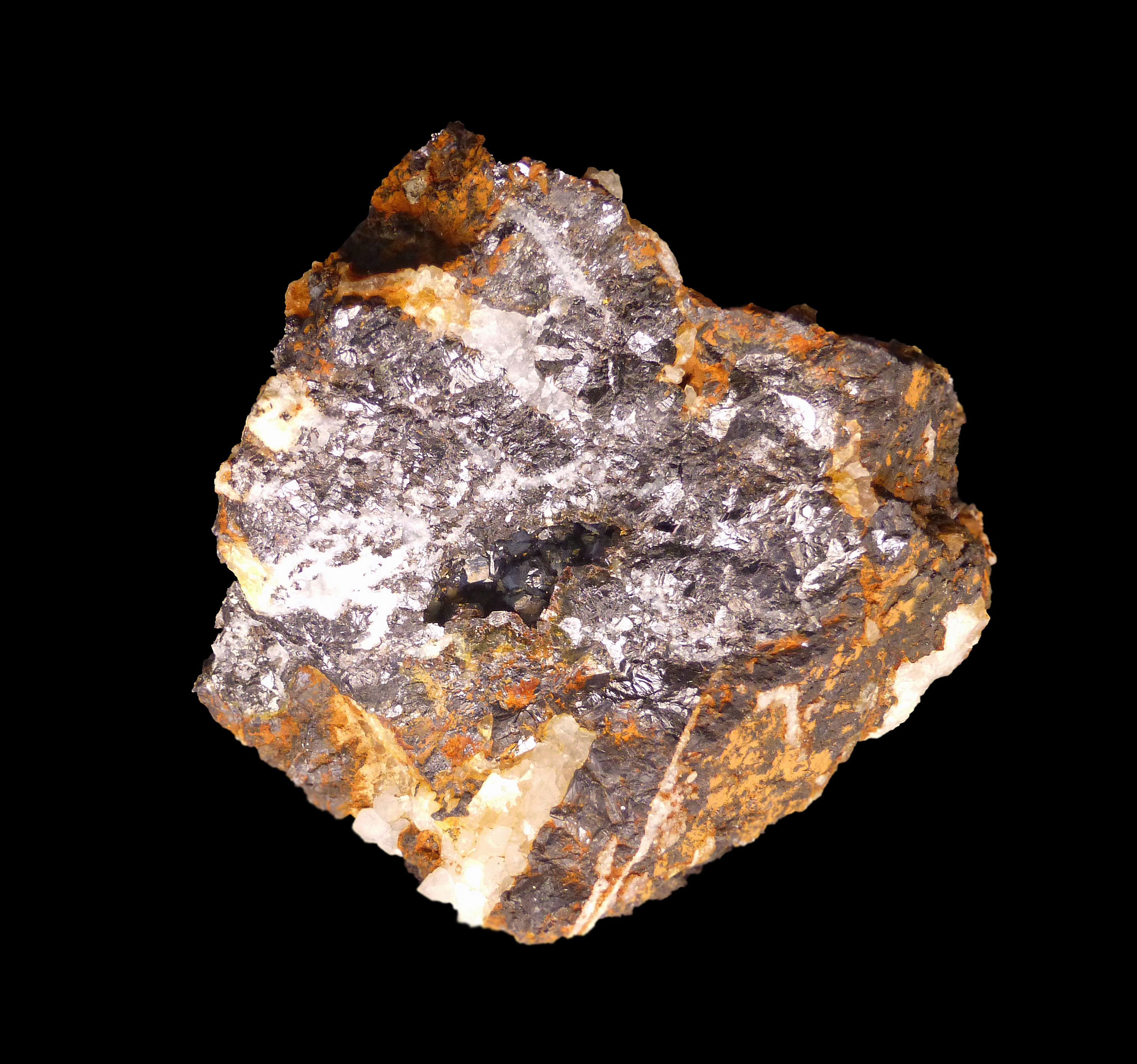
Blende ferrifère de Lusse (Musée de minéralogie de Strasbourg).
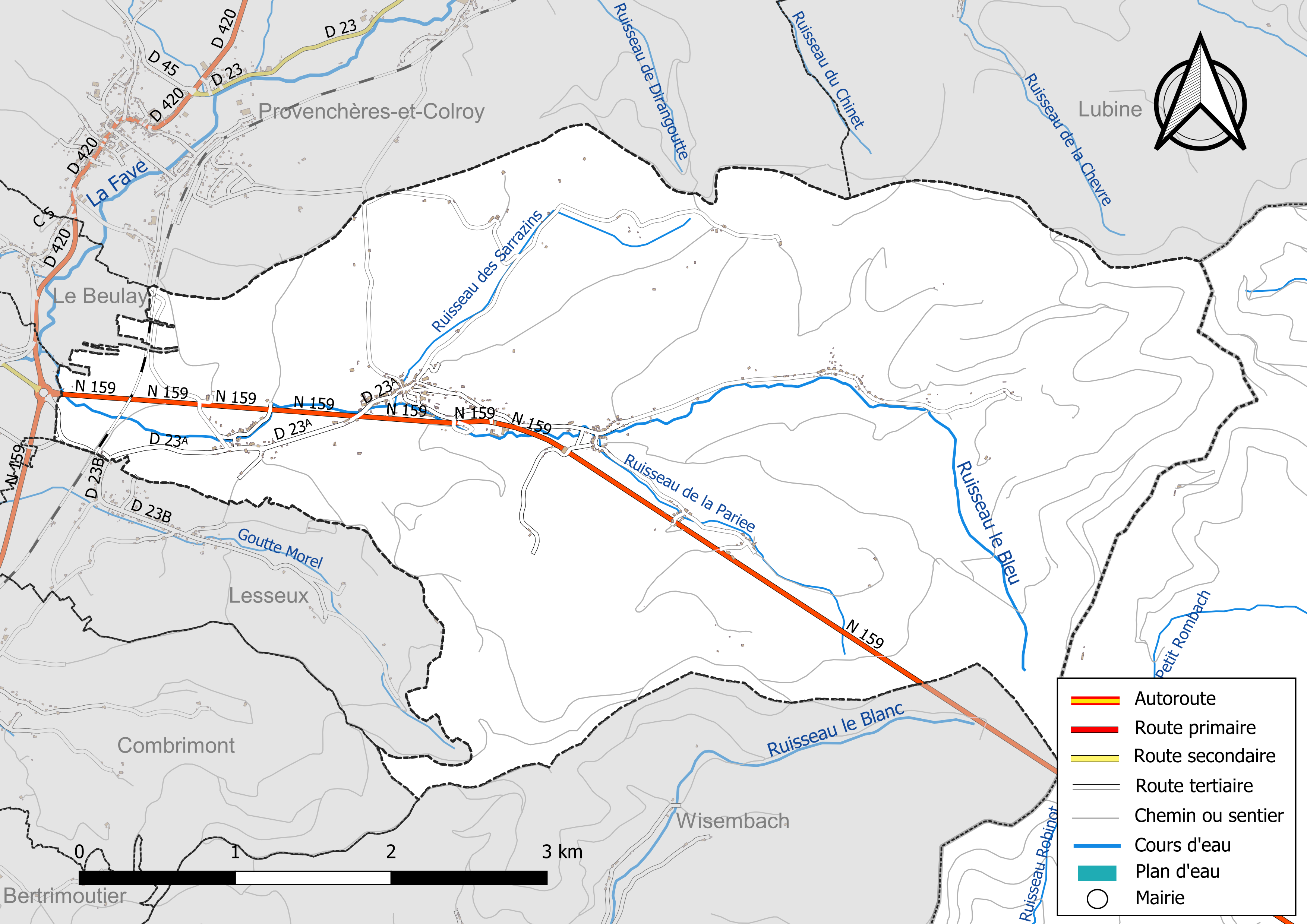
Réseaux hydrographique et routier de Lusse.

La qualité des eaux de baignade et des cours d’eau peut être consultée sur un site dédié géré par les agences de l’eau et l’Agence française pour la biodiversité.

### Climat
Pour des articles plus généraux, voir Climat du Grand Est et Climat des Vosges.
En 2010, le climat de la commune est de type climat de montagne, selon une étude du Centre national de la recherche scientifique s'appuyant sur une série de données couvrant la période 1971-2000. En 2020, Météo-France publie une typologie des climats de la France métropolitaine dans laquelle la commune est exposée à un climat semi-continental et est dans la région climatique  Vosges, caractérisée par une pluviométrie très élevée (1 500 à 2 000 mm/an) en toutes saisons et un hiver rude (moins de 1 °C). 
Pour la période 1971-2000, la température annuelle moyenne est de 9,2 °C, avec une amplitude thermique annuelle de 16,8 °C. Le cumul annuel moyen de précipitations est de 1 275 mm, avec 12,4 jours de précipitations en janvier et 10,8 jours en juillet. Pour la période 1991-2020, la température moyenne annuelle observée sur la station météorologique de Météo-France la plus proche, « Ban-de-Sapt », sur la commune de Ban-de-Sapt à 9 km à vol d'oiseau, est de 10,3 °C et le cumul annuel moyen de précipitations est de 1 027,3 mm. 
La température maximale relevée sur cette station est de 36,9 °C, atteinte le 7 août 2015 ; la température minimale est de −17 °C, atteinte le 19 décembre 2009,,. 
Les paramètres climatiques de la commune ont été estimés pour le milieu du siècle (2041-2070) selon différents scénarios d'émission de gaz à effet de serre à partir des nouvelles projections climatiques de référence DRIAS-2020. Ils sont consultables sur un site dédié publié par Météo-France en novembre 2022.

## Urbanisme

### Typologie
Au 1er janvier 2024, Lusse est catégorisée commune rurale à habitat dispersé, selon la nouvelle grille communale de densité à sept niveaux définie par l'Insee en 2022.
Elle est située hors unité urbaine. Par ailleurs la commune fait partie de l'aire d'attraction de Saint-Dié-des-Vosges, dont elle est une commune de la couronne,. Cette aire, qui regroupe 47 communes, est catégorisée dans les aires de 50 000 à moins de 200 000 habitants,.

### Occupation des sols
L'occupation des sols de la commune, telle qu'elle ressort de la base de données européenne d’occupation biophysique des sols Corine Land Cover (CLC), est marquée par l'importance des forêts et milieux semi-naturels (79,3 % en 2018), une proportion identique à celle de 1990 (79,3 %). La répartition détaillée en 2018 est la suivante : 
forêts (79,2 %), prairies (15,4 %), zones urbanisées (4,1 %), zones agricoles hétérogènes (1,2 %). L'évolution de l’occupation des sols de la commune et de ses infrastructures peut être observée sur les différentes représentations cartographiques du territoire : la carte de Cassini (XVIIIe siècle), la carte d'état-major (1820-1866) et les cartes ou photos aériennes de l'IGN pour la période actuelle (1950 à aujourd'hui).

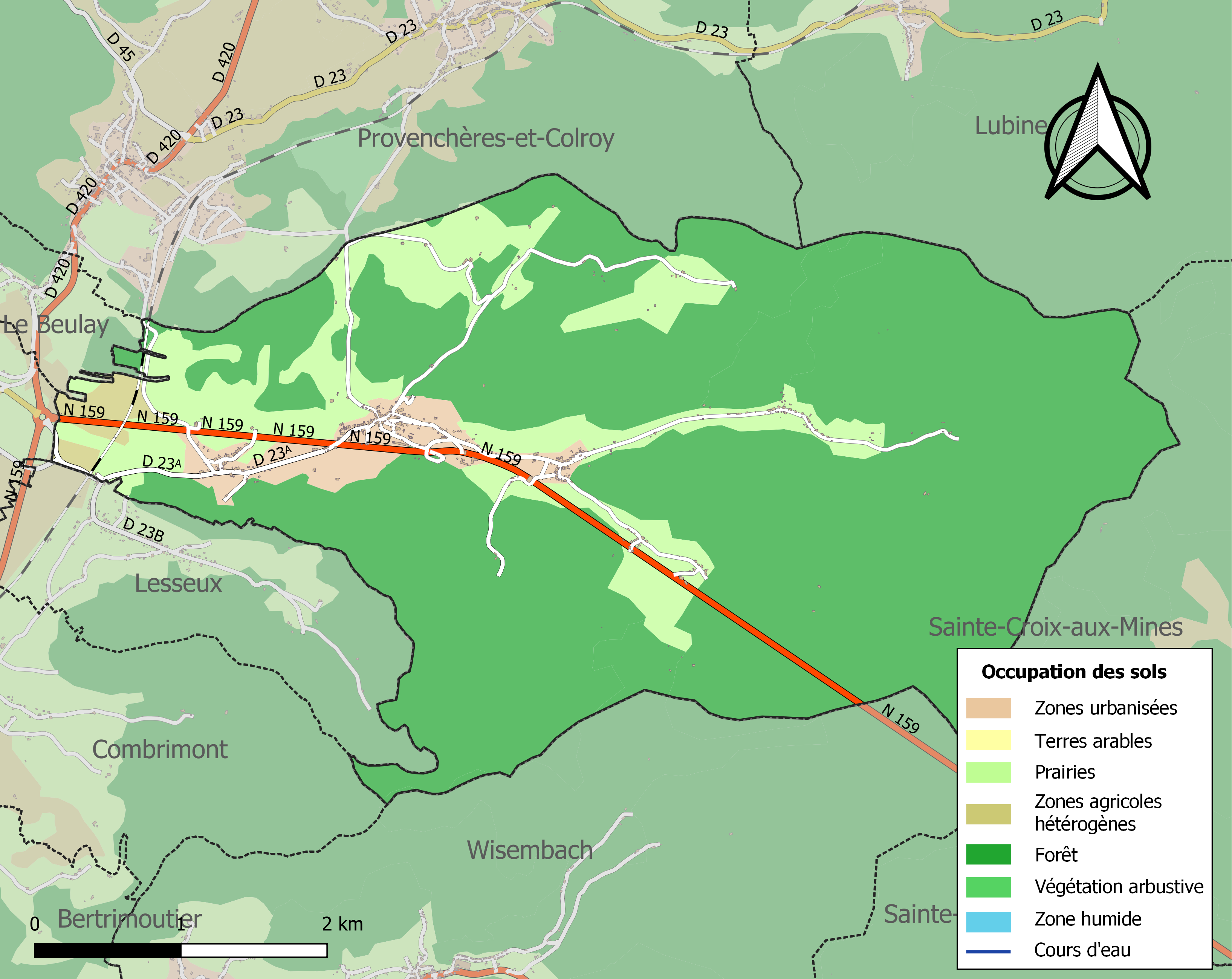
Carte des infrastructures et de l'occupation des sols de la commune en 2018 (CLC).

## Toponymie
Le nom de la localité est attesté sous les formes Cono presbiter de Lucila (1180) ; In censibus hominum de Lutcele (1188) ; Lucela (1254) ; Luscere (1267) ; Lou ban de Lusere (1284) ; Lussre (1286) ; W. de Lucere (1296) ; Luscel (1299) ; Lusse (vers 1300) ; Li bans de Lussere (XIIIe siècle) ; Hissere, corr. Lussere (1304) ; Luscre (1305) ; S. de Luscerre (1307) ; Lucella (1340) ; Luçre (1349) ; Lustre (1350) ; Lusce (1360) ; Lusse (1390) ; ? Wansün von Lützel (1471) ; Leusse (1491) ; Lusse, Lussia (1768).

## Histoire
Fondée par des moines venus de Saint-Dié, la cité, nommée primitivement Lucila, fut pendant longtemps l'une des plus importantes de la vallée. Un premier recensement daté de 1249 fait état de 1 803 habitants ; ils étaient 1 623 en 1867. Des mines de plomb, de cuivre et d'argent furent exploitées au XVe siècle. Il y avait jadis un château fort.
Le village de Lusse et les environs ont été anciennement habités. Au XIIe siècle, il est fait mention des seigneurs de Taintrux, Provenchères, Fraize, Anould, Colroy, Saulcy, Lusse, Lesseux et Laveline.
En 1485, la seigneurie de Lusse appartenait en partie à Thiébaut de Jussey. Le 26 janvier 1573, le duc de Lorraine permit à Nicolas de Bilistein, seigneur en partie de Lusse, d'avoir un signe patibulaire dans la mairie de Lusse; le co-seigneur était alors Claude de Jussey.
C'est paraît-il, au canton appelé Derrière-le-Bois qu'on brûlait ceux qui étaient condamnés comme sorciers.
En 1614, une portion des terres de Lusse est partagée entre Antoine d'Arconas, époux de Séraphine d'Hatton et Yolande d'Hatton, filles héritières de Domininique d'Hatton, en son vivant seigneur en partie de Lusse.
Le village de Lusse (Lussia, Luce) était autrefois divisé en trois communautés distinctes : Lusse-Bilistein, composé  partiellement de Lusse, Herpaupaire, la Pariée et une portion des Trois-Maisons - Lusse-Changeur, composé partiellement de Lusse, de la Pariée et des Trois-Maisons, et Lusse-Delot, formé, comme Lusse-Bilistein, d'une partie de Lusse, Herpaubaire, la Pariée et les Trois-Maisons. Le second avait un fief et le troisième un château. En 1790, ces trois communautés, avec les Merlusses (Menue Lusse) et Lesseux, formaient le ban de Lusse.
En 1615, Antoine d'Arconas, seigneur en partie de Lusse, Merlusse, Colroy, La Petite-Fosse, bailli et gouverneur d'Hombourg et Saint-Avold, vend à Pierson Ferry, contrôleur des domaines à Saint-Dié, la moitié de sa part dans la seigneurie de Lusse.
En 1624, la déclaration de la seigneurie de Lusse est composée de Lusse, Merlusse, Trois-Maisons, Herpaupaire, Lesseux, la Pairière est indivise entre le sieur Ferry Pierson, les sieurs de Bilistein, de Froville et le sieur d'Arconas, à cause de Séraphine d'Hatton, sa femme; les sujets de la seigneurie sont sujets au droit de mainmorte : ils jouissent des droits d'usage et de glandée dans les bois communaux de Lusse, en vertu des lettres des sieurs de Jussey et de Bilistein, seigneur dudit ban en 1569. La tour du château de Lusse, le signe patibulaire et le carcan sont communs aux seigneurs comparsonniers. Les habitants sont tenus d'assister aux exécutions; ils doivent en outre la moitié de la garde, an et jour, au château du Spitzemberg. Ils doivent aussi réparer la palissade si celle-ci est endommagée et entretenir le mur.
En 1807, une tornade dévasta une partie du village de Lusse et le hameau de Herbaupaire.
À Lusse comme dans toute la vallée, l'influence industrielle de Sainte-Marie-aux-Mines au XIXe siècle se faisait sentir au point que de nombreuses maisons étaient occupées par des tisserands qui travaillaient pour les fabricants de cette ville. Le tissage représentait à l'époque, allié à l'agriculture, la principale activité de la commune.
Jusqu'en 1871, la commune de Lusse faisait partie du canton de Saales, en partie cédé à l'Allemagne.
En 1905, la population de Lusse était encore de 1 184 habitants, répartis dans 165 maisons regroupées dans le centre et dans cinq écarts, et dans 27 maisons isolées. Il y avait cinq écoles primaires et un couvent de la congrégation de la Divine Providence dont les sœurs faisaient office de gardes-malades.

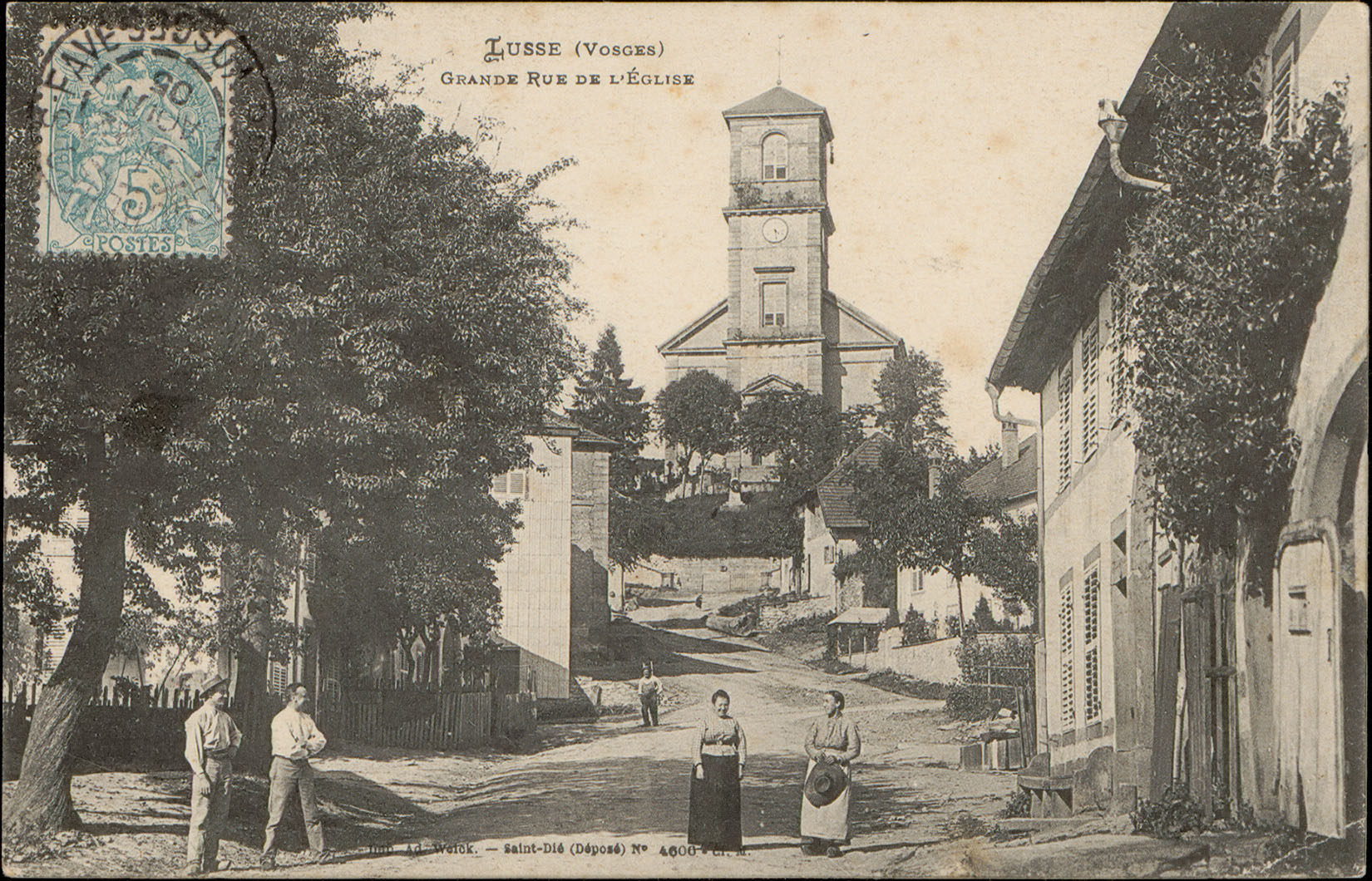
Vue historique de la grande rue de l'église (Adolphe Weick).

Au cours de la Première Guerre mondiale, la commune a été occupée pratiquement pendant la durée du conflit, à la suite notamment des combats de l'automne 1914, à la Chaume de Lusse et au Rain des Vaches tout proche. Les troupes allemandes s'installèrent dans le village le 25 août 1914, pour n'en partir qu'à la fin des hostilités en novembre 1918. La ligne de front coupait le territoire de la commune en deux, à hauteur d'Herbaupaire. Le premier conflit mondial fut très dur pour les habitants encore restés dans la partie sous occupation allemande. La fin de la guerre fut pour une grande partie de ceux-ci marquée par la déportation vers la Belgique et la région d'Anvers notamment, dont ils ne revinrent qu'au printemps 1919.
La commune a été décorée de la Croix de guerre 1914-1918 le 30 août 1920.
Le deuxième conflit mondial fut marqué par plusieurs faits douloureux.
Les nazis utilisèrent le tunnel de Sainte-Marie comme camp de déportation, annexe de celui du Struthof. Les déportés y travaillaient dans une unité mécanique destinée à l'armée.
Des réfractaires au service du travail obligatoire (notamment) formèrent un maquis dans le secteur de Lordon. Ce regroupement fut attaqué par les nazis qui firent de nombreuses victimes.
En représailles notamment de ces faits, des hommes du village furent déportés en camps de concentration en Allemagne, dont beaucoup ne revinrent pas.
La libération eut lieu aux derniers jours du mois de novembre 1944, par l'armée française, 1re division blindée du général De Lattre de Tassigny.

## Politique et administration

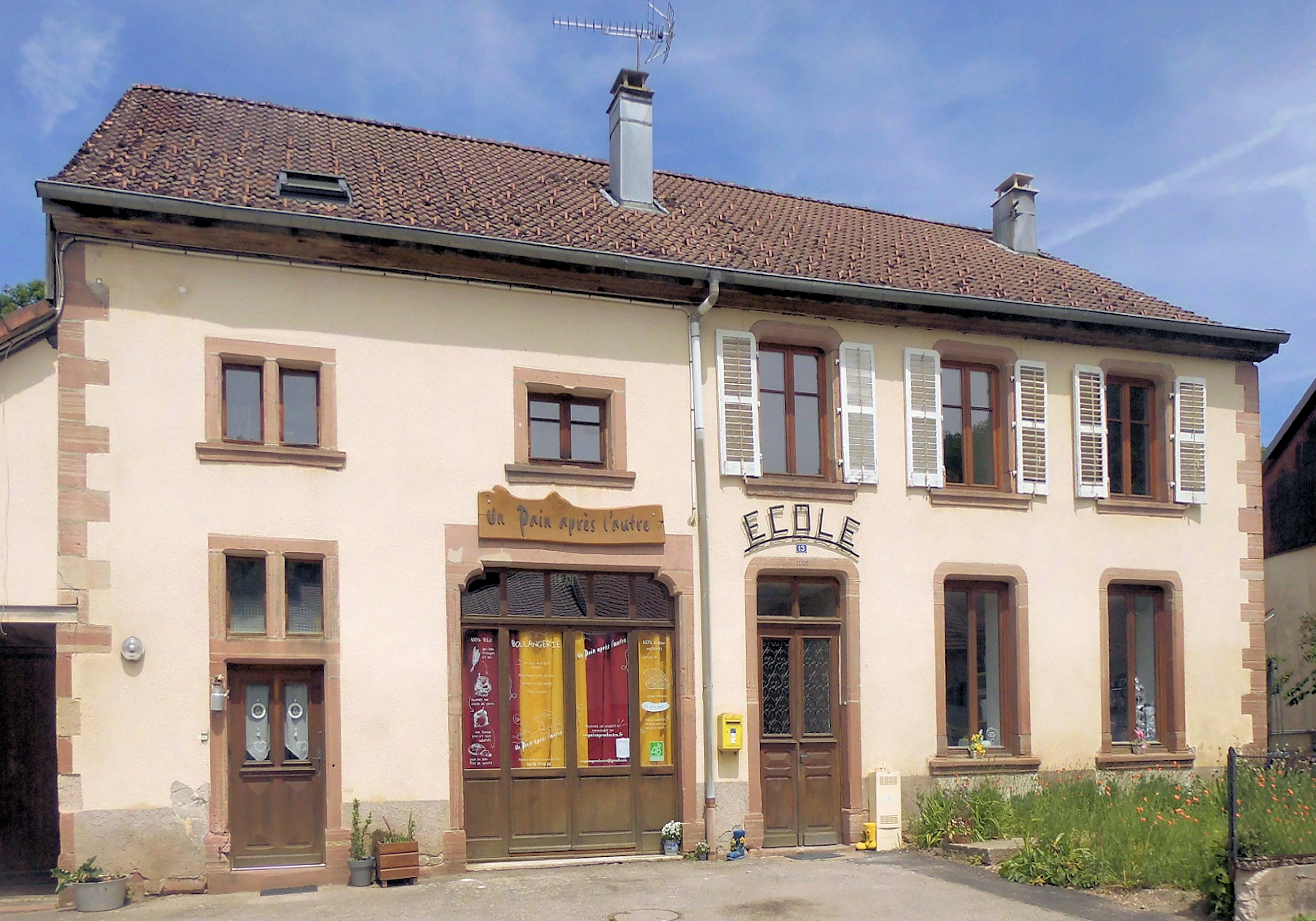
L'école et la boulangerie.

### Budget et fiscalité 2022
En 2022, le budget de la commune était constitué ainsi :
- total des produits de fonctionnement : 362 000 €, soit 880 € par habitant ;
- total des charges de fonctionnement : 255 000 €, soit 621 € par habitant ;
- total des ressources d’investissement : 129 000 €, soit 313 € par habitant ;
- total des emplois d’investissement : 155 000 €, soit 376 € par habitant.
- endettement : 4 000 €, soit 9 € par habitant.

Avec les taux de fiscalité suivants :
- taxe d’habitation : 12,37 % ;
- taxe foncière sur les propriétés bâties : 28,77 % ;
- taxe foncière sur les propriétés non bâties : 6,29 % ;
- taxe additionnelle à la taxe foncière sur les propriétés non bâties : 0,00 % ;
- cotisation foncière des entreprises : 0,00 %.

Chiffres clés Revenus et pauvreté des ménages en 2021 : médiane en 2021 du revenu disponible, par unité de consommation : 20 350 €.

### Liste des maires
| Période                                  | Période                  | Identité                                    | Étiquette | Qualité                                                                                           |
| ---------------------------------------- | ------------------------ | ------------------------------------------- | --------- | ------------------------------------------------------------------------------------------------- |
| Les données manquantes sont à compléter. |                          |                                             |           |                                                                                                   |
| 1908                                     | 1913                     | Joseph Deschamps                            |           | Exploitant forestier, scierie des Trois Maisons                                                   |
| 1913                                     | 1919                     | Hubert de Bazelaire de Lesseux (1868-1935)  | FR        | Industriel                                                                                        |
| 1919                                     | 1935                     | Joseph Gaire                                |           | Débitant                                                                                          |
| 1920                                     | mai 1935                 | Hubert de Bazelaire de Lesseux (1868-1935)  | FR        | Industriel. Député (1919-1928) Décédé au cours du mandat                                          |
| 1935                                     | 1945                     | Florent de Bazelaire de Lesseux (1899-1945) |           | Mort en déportation                                                                               |
| 1945                                     | 1971                     | René Deschamps                              |           | Exploitant forestier à la scierie des Trois Maisons Premier adjoint (1945-1947), puis élu en 1947 |
| 1971                                     | 1978                     | Léon Ohlmann                                | RPR       | Militaire à la retraite                                                                           |
| 1978                                     | mars 2001                | Arnould de Bazelaire de Lesseux             | DVD       | Universitaire, conseiller général du canton de Provenchères-sur-Fave                              |
| mars 2001                                | mars 2008                | Francis Adrian                              | DVD       |                                                                                                   |
| mars 2008                                | septembre 2017           | Arnould de Bazelaire de Lesseux             | DVD       | Universitaire à la retraite, démissionnaire                                                       |
| décembre 2017                            | En cours (au 26/12/2017) | Gérard Roudot                               |           | Lieutenant-colonel retraité                                                                       |

## Population et société

### Démographie

#### Évolution démographique
L'évolution du nombre d'habitants est connue à travers les recensements de la population effectués dans la commune depuis 1793. Pour les communes de moins de 10 000 habitants, une enquête de recensement portant sur toute la population est réalisée tous les cinq ans, les populations de référence des années intermédiaires étant quant à elles estimées par interpolation ou extrapolation. Pour la commune, le premier recensement exhaustif entrant dans le cadre du nouveau dispositif a été réalisé en 2005.

En 2022, la commune comptait 361 habitants, en évolution de −17,2 % par rapport à 2016 (Vosges : −2,96 %, France hors Mayotte : +2,11 %).
| 1793  | 1800  | 1806  | 1821  | 1831  | 1836  | 1841  | 1846  | 1856  |
| ----- | ----- | ----- | ----- | ----- | ----- | ----- | ----- | ----- |
| 1 159 | 1 114 | 1 176 | 1 315 | 1 558 | 1 557 | 1 526 | 1 556 | 1 466 |

| 1861  | 1866  | 1876  | 1881  | 1886  | 1891  | 1896  | 1901  | 1906  |
| ----- | ----- | ----- | ----- | ----- | ----- | ----- | ----- | ----- |
| 1 508 | 1 523 | 1 668 | 1 599 | 1 477 | 1 400 | 1 300 | 1 184 | 1 092 |

| 1911  | 1921 | 1926 | 1931 | 1936  | 1946 | 1954 | 1962 | 1968 |
| ----- | ---- | ---- | ---- | ----- | ---- | ---- | ---- | ---- |
| 1 044 | 710  | 731  | 718  | 1 033 | 616  | 568  | 523  | 509  |

| 1975 | 1982 | 1990 | 1999 | 2005 | 2006 | 2010 | 2015 | 2020 |
| ---- | ---- | ---- | ---- | ---- | ---- | ---- | ---- | ---- |
| 559  | 460  | 424  | 446  | 442  | 444  | 451  | 433  | 376  |

| 2022 | - | - | - | - | - | - | - | - |
| ---- | - | - | - | - | - | - | - | - |
| 361  | - | - | - | - | - | - | - | - |

### Enseignement
Établissements d'enseignements :
- La mairie et l'école des garçons ont été construites en 1839. L'école des filles a été construite en 1863, celles de la Pariée en 1861, des Trois-Maisons en 1864 et des Merlusses en 1880.

Aujourd'hui, toutes ont été remplacées par une école publique située au centre de Lusse.
- Collèges à Provenchères-et-Colroy, Saint-Dié-des-Vosges, Sainte-Marie-aux-Mines.
- Lycées à Saint-Dié-des-Vosges, Sainte-Marie-aux-Mines.

### Santé
Professionnels et établissements de santé :
- Médecins à Le Beulay, Provenchères-sur-Fave, Ban-de-Laveline, Sainte-Marie-aux-Mines.
- Pharmacies à Provenchères-sur-Fave, Ban-de-Laveli, Saales, Sainte-Marie-aux-Mines.
- Hôpitaux à Fraize, Sainte-Marie-aux-Mines, Le Bonhomme.

### Cultes
- Culte catholique, Paroisse La-Sainte-Trinité[29], Diocèse de Saint-Dié.

## Économie

### Entreprises et commerces

#### Agriculture
- Élevage de chevaux et d'autres équidés.

Élevage de chevaux : centre de mise en place et centre de production pour les haras nationaux.
- Élevage de vaches laitières.
- Élevage d'ovins et de caprins.
- Élevage d'autres bovins et de buffles.

#### Tourisme

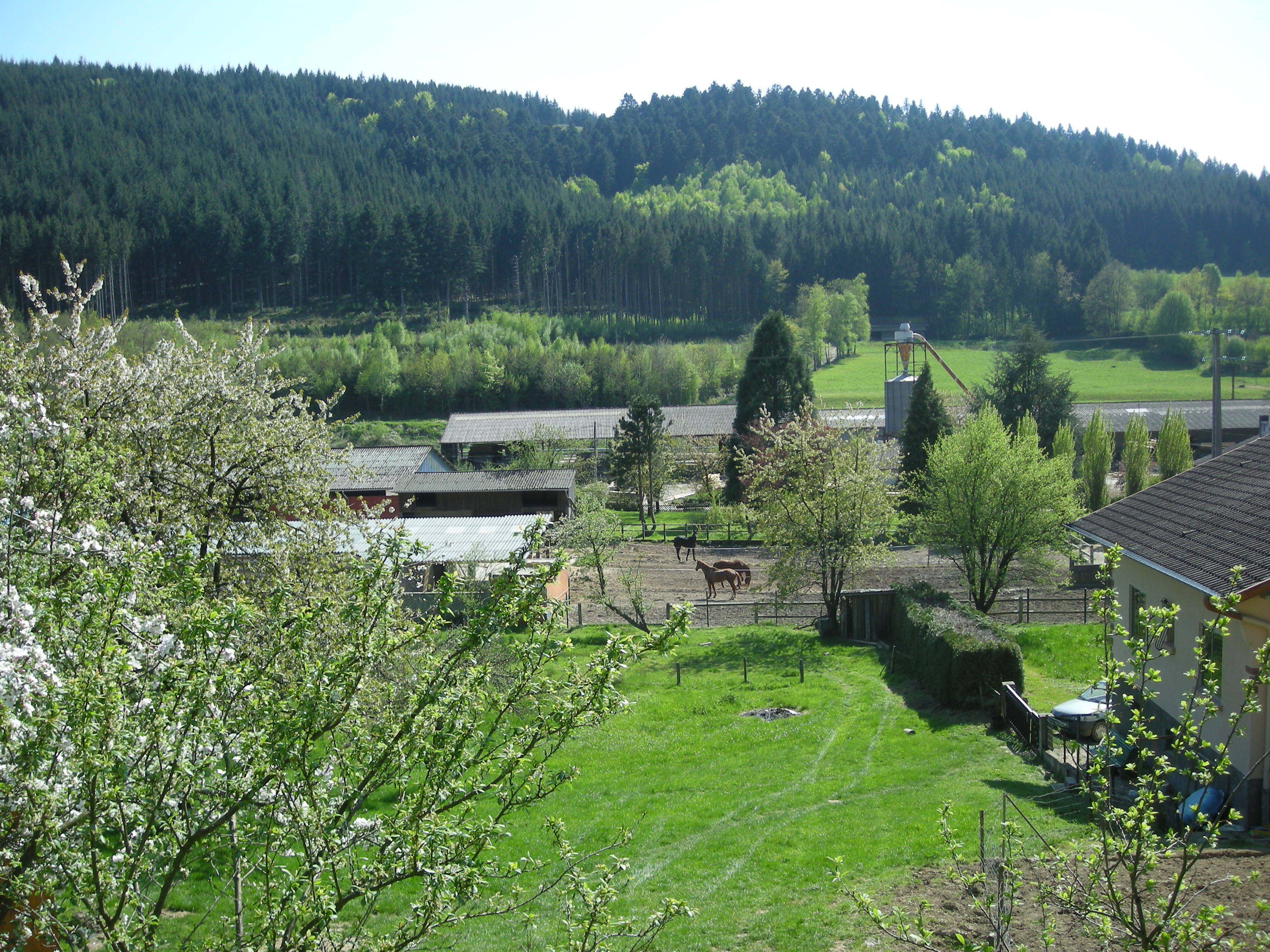
La scierie.

- Hébergements et restauration à Lusse, Gemaingoutte, Ban-de-Laveline, Saint-Dié-des-Vosges, Senones.

#### Commerces
- Commerces et services de proximité à Provenchères-et-Colroy, Lesseux, Raves.
- Scierie[31].

## Culture locale et patrimoine

### Lieux et monuments

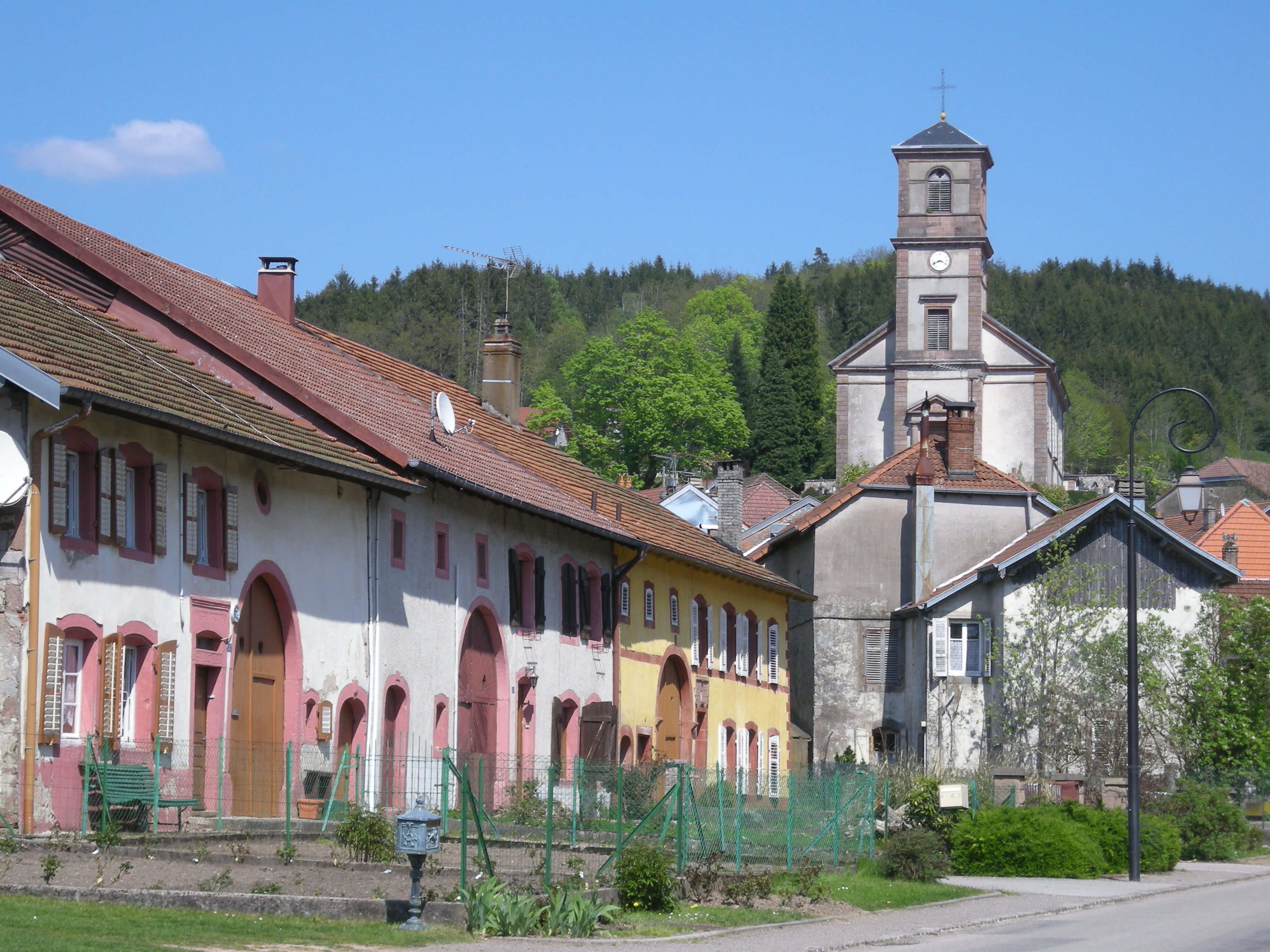
Église Saint-Jean-Baptiste.
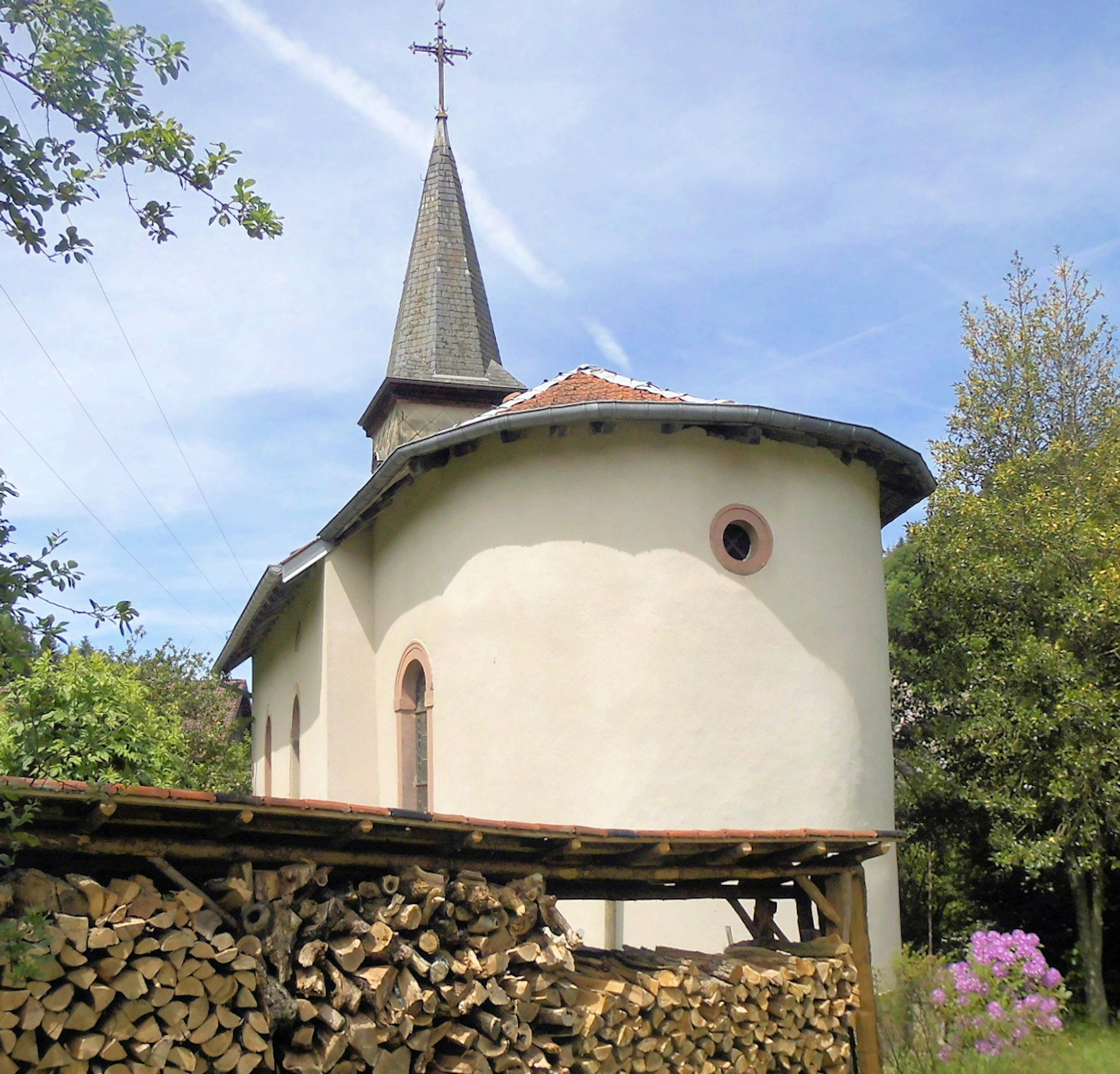
Chapelle Notre-Dame-Auxilliatrice
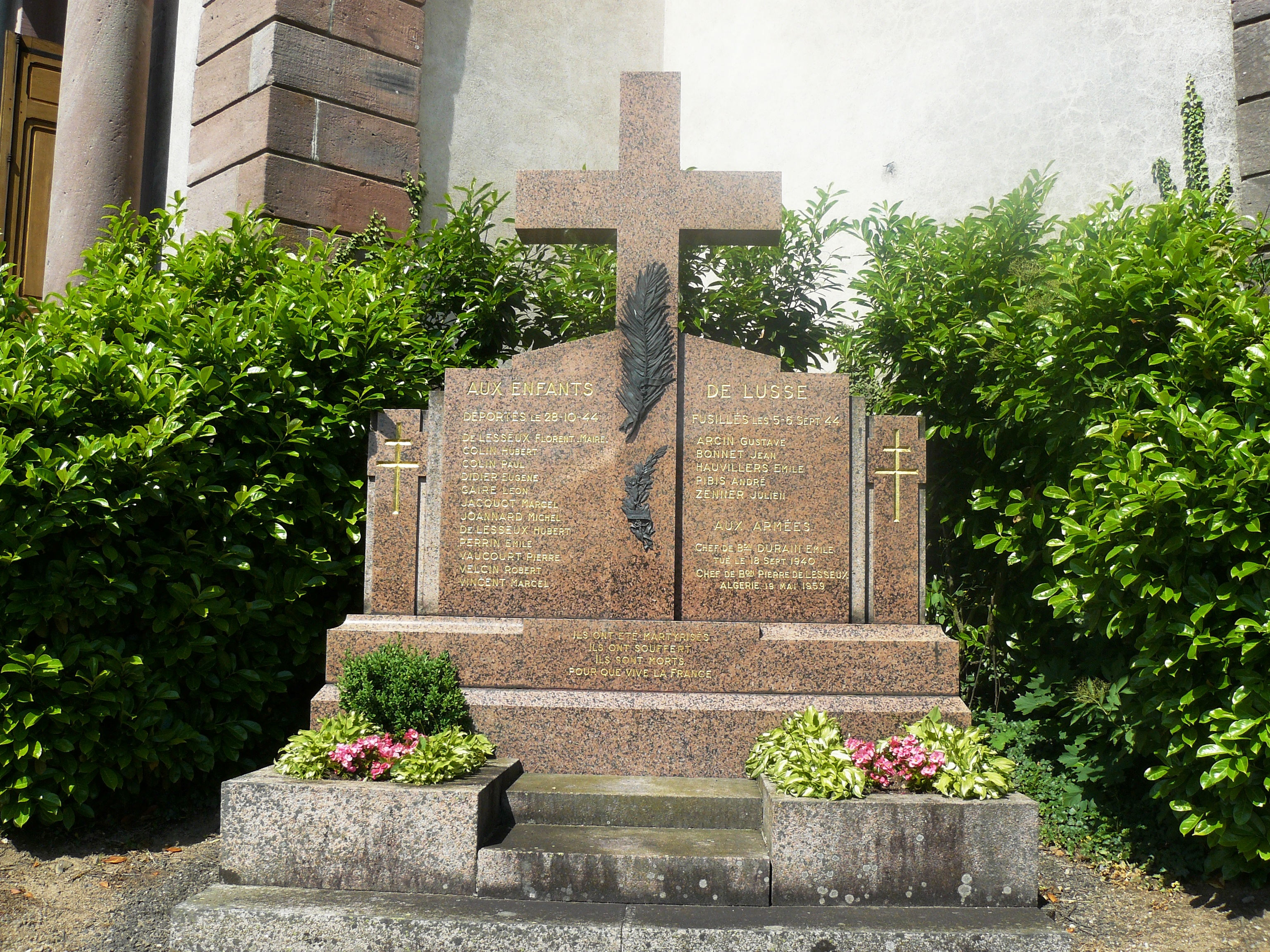
Le monument souvenir des déportés et fusillés en 1944.
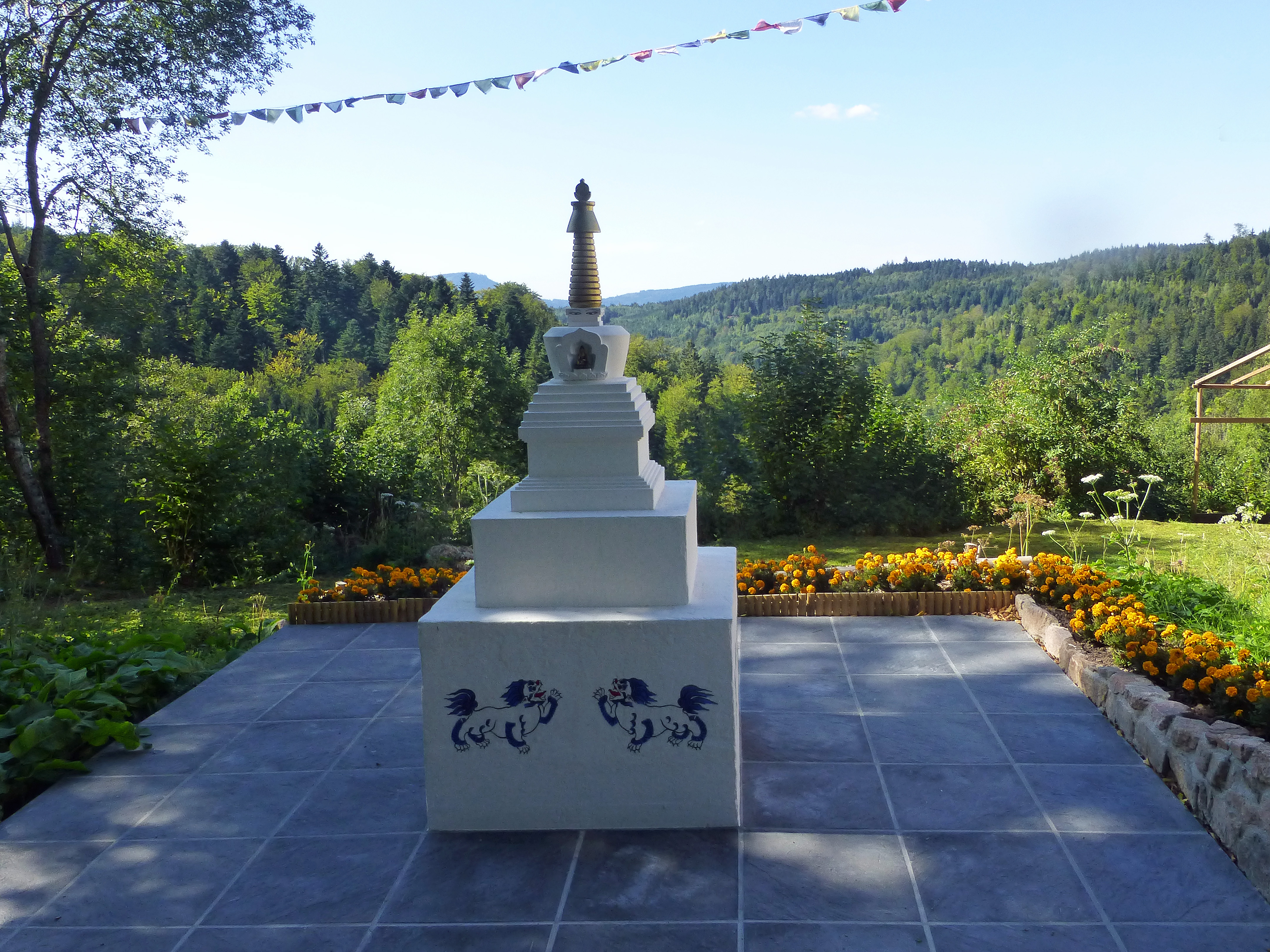
Stupa du centre monastique bouddhiste.

#### Église Saint-Jean-Baptiste
L'église Saint-Jean-Baptiste de Lusse a été bâtie à diverses époques. La nef date de 1830, tandis que la tour et le chœur paraissent plus anciens. À en juger par les fenêtres en plein cintre et les voûtes à vives arêtes que l'on voit dans le chœur, cette partie du monument remonterait au Xe ou au XIe siècle. Dès le XIIe siècle, on voit l'ogive s'introduire dans les constructions religieuses et y dominer jusqu'au XVIIe siècle. Le clocher est assez élevé et surmonté d'un petit temple en fer blanc, qui fait un effet assez bizarre ainsi perché sur cette vieille tour. On peut y monter par un escalier pratiqué de l'intérieur. Arrivé sur le sommet de la tour, on jouit d'une assez jolie vue étendue sur une partie du village et des environs.
L'intérieur de l'église est garni de quelques tableaux, mais ce qui attire surtout l'attention c'est la chaire, ouvrage curieux qui date du XVe ou du XVIe siècle. Elle est sculptée en bois avec beaucoup d'art ; d'une singularité cependant qu'on y remarque ce sont les attributs qu'on voit sur les quatre panneaux et qui paraissent peu en harmonie avec le but de ce meuble ecclésiastique à moins qu'on ne suppose que ces emblèmes fassent allusion aux fonctions pastorales des desservants de l'église. Sur l'un de ces panneaux l'artiste a représenté une flûte antique et un oiseau, autour une guirlande de roses ; sur le second, des flûtes en sautoir et une guirlande de raisons ; le troisième représente une flûte et un cor de chasse, et le quatrième enfin un violoncelle, un livre de musique et un ange. Le bas de la chaire est terminé par un raisin. La partie supérieure de la chaire forme une espèce de coupole terminée par une figure d'ange.

#### Orgue de l'église
Un orgue ancien fut mis en place dans l'église en 1840. Il fut relevé à la fin du XIXe siècle. Lors de la Première Guerre mondiale, il fut réquisitionné. Un nouvel instrument fut construit par Théodore Jacquot, et inauguré en novembre 1927. Cet nouvel instrument a été révisé et transformé en 1976 par Gonzales.

#### Le centre bouddhiste tibétain
Lusse a la particularité d'accueillir l'association cultuelle bouddhiste Bodhicharya-France. Le centre, d’une capacité d’accueil de cinquante personnes, organise régulièrement des week-ends de pratique et d’étude, des enseignements mensuels, des retraites...

#### L'ancienne église et les croix
- L'ancienne église se trouvait à l'entrée du village, mais il n'en reste qu'un calvaire du XIIe siècle.
- Croix de calvaire du XVIe siècle[35].
- Croix[36],[37],[38],[39].

#### La chapelle Notre-Dame-Auxiliatrice
La chapelle a été construite vers 1860.

#### Les monuments commémoratifs
- Les monuments commémoratifs, le monument souvenir des déportés et fusillés en 1944[41],[42],[43].
- La chapelle funéraire de la famille de Bazelaire de Lesseux[44].

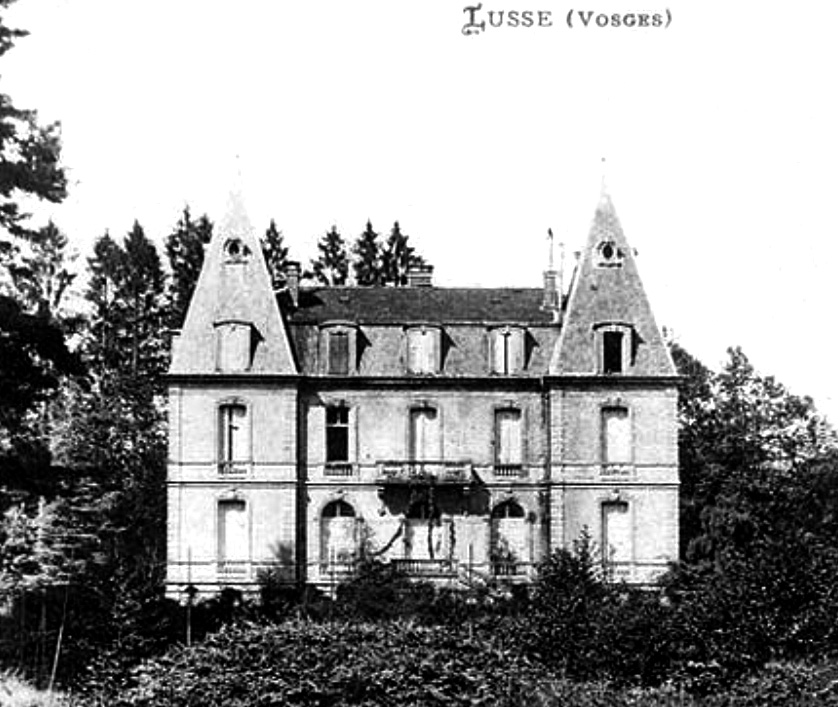
Château de Bazelaire de Lesseux.

- Cimetière communal[45].

#### Château de Bazelaire de Lesseux
À l'autre bout du village et au pied de la colline, on voyait autrefois un vieux château à tourelles qui appartenait à la famille de Bazelaire de Lesseux de Saint-Dié et qui a été incendié en 1822. 
Un des descendants de cette très ancienne famille demeurant aussi à Saint-Dié a fait construire sur l'ancien emplacement féodal, une maison de campagne qu'il habitait à la belle saison. Devant cette maison, s'étendait une vaste prairie et à droite un coteau qui a été transformé en jardin anglais.

#### Anciennes mines
On remarque, dans différents endroits du territoire, des vestiges d'anciennes exploitations minières, qui attestent dans ces lieux l'existence de mines depuis longtemps abandonnées. Ces exploitations renfermaient, dit-on, des filons d'or.

### Personnalités liées à la commune
- Charles Bazelaire (1664-1725), avocat au Parlement de Metz, lieutenant-général au bailliage de Saint-Dié
- Hubert de Bazelaire de Lesseux (1868-1935), industriel et homme politique
- Joseph Kemlin (1875-1925), prêtre et missionnaire
- Guy Lejaille (1947-), écrivain

## Pour approfondir